# Léon Girardet
Pour les articles homonymes, voir Girardet.
 (mai 2014).
Si vous disposez d'ouvrages ou d'articles de référence ou si vous connaissez des sites web de qualité traitant du thème abordé ici, merci de compléter l'article en donnant les références utiles à sa vérifiabilité et en les liant à la section « Notes et références ».
Léon Girardet, né le 10 avril 1856 à Paris (ancien 12e arrondissement) et mort le 3 décembre 1895 à Neuilly-sur-Seine, est un peintre orientaliste et graveur français.

## Biographie
Issu d’une famille suisse huguenote d’artistes, peintres et graveurs depuis trois générations, Léon Girardet naît à Paris en 1856. Il a un frère jumeau, Jules Girardet, illustrateur et peintre. Il est aussi le frère d’Eugène Girardet (1853-1907), également peintre orientaliste.
Léon Girardet est admis à l’École des beaux-arts de Paris dans l'atelier d'Alexandre Cabanel (1823-1889). Il fait son premier voyage en Algérie accompagné de ses parents durant l’hiver 1878-1879. Jeune homme fragile, les médecins espèrent le faire bénéficier de la clémence de l’hiver algérien. Il retournera en Algérie en 1880 avec ses frères Eugène et Jules. 
Il meurt en 1895 à Neuilly-sur-Seine en laissant des aquarelles et des peintures à l’huile.